# (17821) Bölsche
(17821) Bölsche, désignation internationale (17821) Bolsche, est un astéroïde de la ceinture principale.

## Description
(17821) Bolsche est un astéroïde de la ceinture principale. Il fut découvert le 31 mars 1998 à Drebach par André Knöfel et Jens Kandler. Il présente une orbite caractérisée par un demi-grand axe de 2,31 UA, une excentricité de 0,09 et une inclinaison de 7,3° par rapport à l'écliptique.

## Compléments